# Levada Brasileira
"Levada Brasileira" é uma canção gravada pela cantora brasileira Daniela Mercury para seu oitavo álbum de estúdio, Balé Mulato (2005). Foi lançada como o segundo single do disco em janeiro de 2006 pela EMI.

## Informação
A canção foi composta por Pierre Onasis em conjunto com Edilson para o oitavo álbum de estúdio de Mercury, Balé Mulato (2005). "Levada Brasileira" foi o segundo single oficial do disco, sendo trabalhada para o Carnaval de 2006. Com a faixa, Mercury foi novamente vencedora do Troféu Band Folia, ganhando um prêmio de melhor música pela canção. Ainda no mesmo mês, "Levada Brasileira", juntamente com outras duas músicas de Balé Mulato, "Topo do Mundo" e "Pensar em Você", chegaram aos celulares da operadora TIM Brasil em truetone, formato digital para execução em telefones portáteis.

## Apresentações ao vivo
Em 22 de abril de 2006, ela compareceu ao milésimo programa Hebe no SBT e cantou "Levada Brasileira". Em 11 de junho, Mercury marcou presença na estreia do programa Tudo é Possível da Rede Record, e cantou "Levada Brasileira" além de sucessos anteriores como "O Canto da Cidade", "Rapunzel" e "Maimbê Dandá". Em 24 de dezembro, participou do especial de Natal do programa Charme, apresentado por Adriane Galisteu no SBT, onde performou "Levada Brasileira" e "Topo do Mundo". Em 24 de fevereiro de 2007, esteve presente no Altas Horas, apresentado por Serginho Groisman na Rede Globo, e novamente cantou "Levada Brasileira" e a canção "Quero a Felicidade".